# Kelly Stafford
Kelly Stafford (Stevenage, 10 aprile 1978) è un'attrice pornografica britannica.

## Biografia e carriera pornografica
Ha debuttato nell'industria pornografica a 19 anni nel 1997 con European Meat Market 1: London Broil, in cui è apparsa con uno spogliarello nella scena di apertura. Molto conosciuta per le sue performance con famosissimi attori pornografici come Nacho Vidal e Rocco Siffredi, Kelly è soprattutto apprezzata per la pratica (che afferma di prediligere tra le altre) del sesso anale anche estremo, con fisting anale oltre che vaginale. Largamente note anche le scene di sesso di gruppo, anche orale. Tra i suoi film più noti, da ricordare Rocco's Dirty Anal Kelly in Rome e  When Rocco Meats Kelly. Durante la sua carriera ha ottenuto ben 3 AVN Awards e 1 XRCO. Ha, inoltre, diretto due scene Kelly's Way To Love e Rocco in London.
Nel 2007 ha annunciato il ritiro dall'industria pornografica ma nel 2017 è ritornata ed ha girato per Evil Angel Rocco and Kelly: Sex Analysts insieme a Rocco Siffredi.

## Riconoscimenti
- AVN Awards
  - 2000 – Best Sex Scene In A Foreign Release per When Rocco Meats Kelly 2: In Barcelona con Rocco Siffredi, Alba Dea Monte e Nacho Vidal[6]
  - 2002 – Best Couples Sex Scene (video) per Rocco's Way To Love con Rocco Siffredi[6]
  - 2008 - Best Sex Scene in a Foreign-Shot Production per Furious Fuckers Final Race con Gianna Michaels, Vanessa Hill, Sarah James, Marsha Lord, Poppy Morgan, Jazz Duro, Omar Galanti, Kid Jamaica e Joachim Kessef[7]
- XRCO Award
  - 2000 – Best Anal Or D.P. Scene per When Rocco Meats Kelly 2: In Barcelona con Rocco Siffredi, Alba Dea Monte e Nacho Vidal[8]

## Filmografia

### Attrice
- European Meat Market 1: London Broil (1997)
- Rocco More Than Ever 2 (1997)
- Rocco's Private Fantasies 2 (1998)
- Rocco's True Anal Stories 1 (1998)
- When Rocco Meats Kelly 1 (1998)
- Rocco: Animal Trainer 1 (1999)
- When Rocco Meats Kelly 2 (1999)
- Kelly and Chloe (2000)
- Rocco: Animal Trainer 3 (2000)
- Rocco's Best Butt Fucks 1 (2000)
- Rocco's Dirty Anal Kelly in Rome 1 (2000)
- Rocco's Dirty Anal Kelly in Rome 2 (2000)
- Rocco's Sexual Superstars (2000)
- Kelly's Way To Love (2001)
- Rocco's Way to Love (2001)
- Rocco in London (2002)
- Rocco Super Motohard (2002)
- Rocco: Animal Trainer 10 (2002)
- Best of Bosom Buddies 2 (2003)
- Rocco and Kelly's Perversion in Paris (2003)
- Best of Kelly (2004)
- Kelly's Lost Movie (2006)
- Furious Fuckers 2: Final Race (2007)
- Defend Our Porn (2008)

### Regista
- Kelly's Way To Love (2001)
- Rocco in London (2002)